# Вулфсоніен

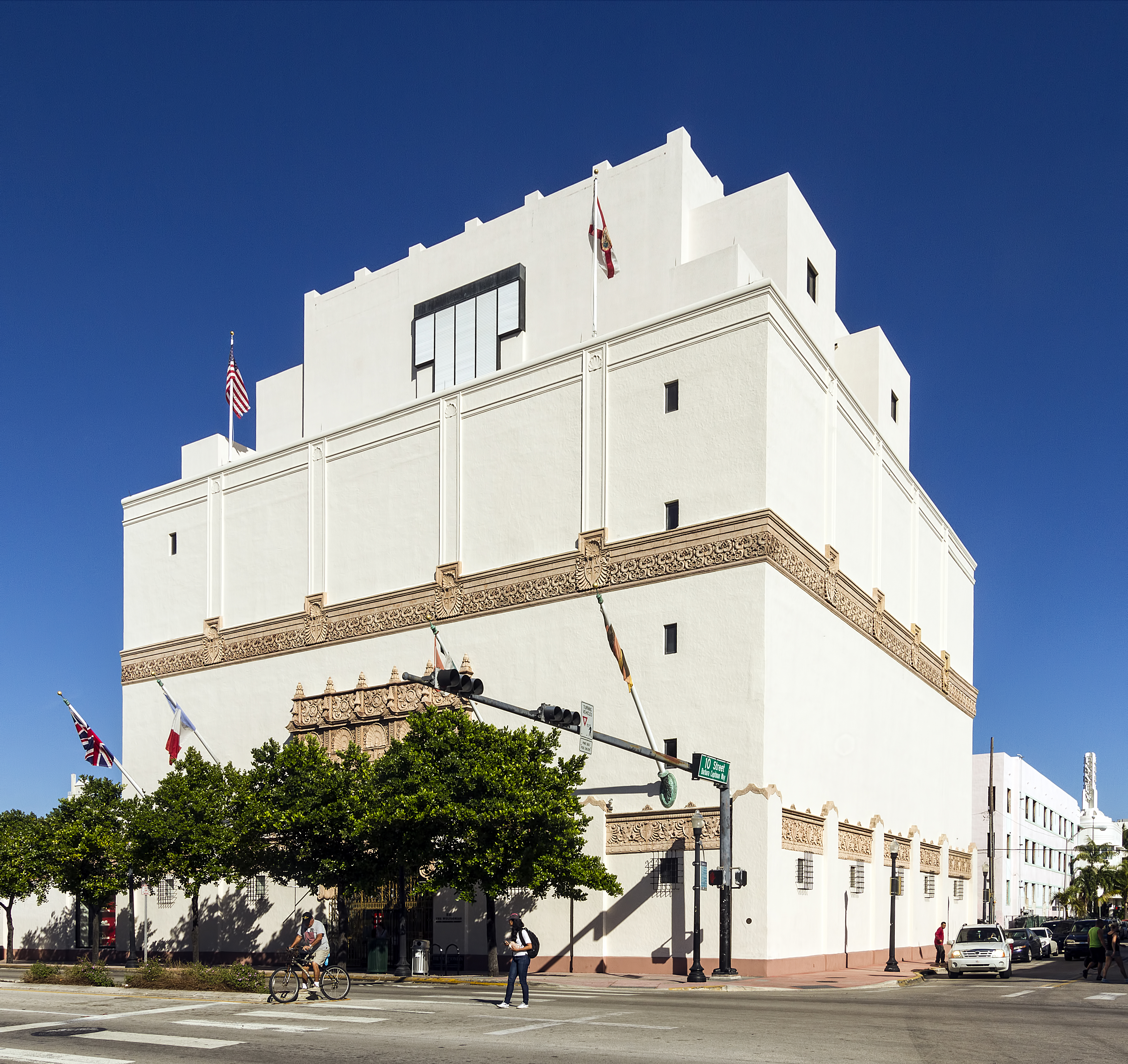

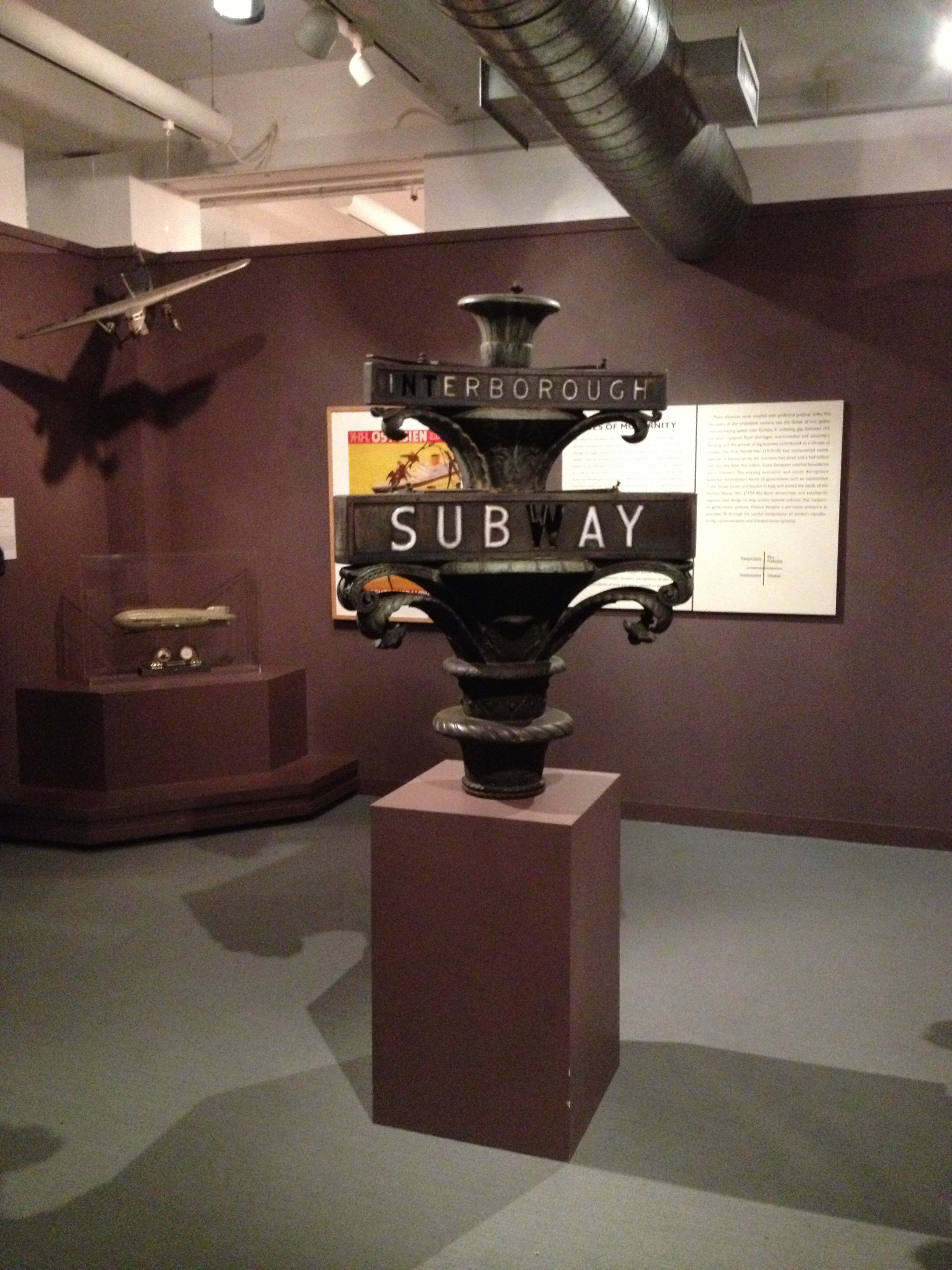

Вулфсоніен (ФМУ) (англ. The Wolfsonian-Florida International University, також The Wolfsonian-FIU) — художній музей, розташований в Маямі-Біч, місто Маямі, Флорида, Сполучені Штати Америки.

## Історія
Вулфсоніен розташований в самому центрі дистрикту Ар-Деко в Маямі-Біч, архітектурному заповіднику Маямі. Включає в себе, крім музею, також бібліотеку й дослідницький центр. Музей отримав свою назву від імені колекціонера й мецената Мітчелла Вулфсона-молодшого, який започаткував основу його зібрання. Вулфсон почав колекціонувати рідкісні книги й антикварні вироби в 1970-ті роки; в 1986 році він створює художній фонд Вулфсона, що склав до 90 % змісту нового музею. У 1992 році меценат доручає архітектору Марку Гемптону проєктування будівлі, яка вмістила й сам музей, й бібліотеку, й науковий центр. У 1995 році будівельні роботи були закінчені й Вулфсоніен відкритий для відвідувань. З 1997 року він входить до департаменту Флоридського міжнародного університету (ФМУ).

## Колекція
Зібрання Вулфсоніен (ФМУ) налічує близько 180 тисяч одиниць зберігання, що належать до періоду з початку індустріальної революції кінця XIX століття і аж до закінчення Другої світової війни (тобто з 1885 по 1945 роки). До них належать художні полотна, графіка, політичні та рекламні плакати й засоби пропаганди, вироби та об'ємні об'єкти з металу, паперу, скла та кераміки, текстиль та фурнітура, рідкісні книги й періодичні видання, зібрання медалей. Особливе місце приділено мистецтву стилю модерн у Нідерландах та Італії, британському «Руху мистецтв і ремесел», американському промисловому дизайну, агітаційному мистецтву епох Іспанської громадянської війни та Другої світової; радянські, угорські, чехословацькі, японські плакатні графічні роботи передвоєнного й воєнного часу.
Колекція розділена на дві частини. Перша, «бібліотечна», налічує до 60 тисяч книг та художніх робіт малого формату, інша — більш великі мальовані твори й об'ємні об'єкти. Її зібрання британського живопису, що відноситься до British Arts and Crafts Movement, в тому числі роботи таких майстрів, як Чарльз Ренні Макінтош, Вільям Морріс, Чарлз Роберт Ешбі та інші, вважається найбільшим за межами Великої Британії. Великою є й експозиція німецького довоєнного мистецтва — дармштадтської школи живопису, мюнхенських «Об'єднаних майстерень», «Німецького Веркбунда». У відділі «Американського індустріального дизайну» — постери, графіка й дизайн, промислові патенти, фотографії та технічні вироби — годинник, радіо, патефони, кінокамери тієї епохи.
З 2005 року в музеї також проводяться періодичні виставки сучасного мистецтва. У 2009 році музей Вулфсоніен отримав трирічний грант на розвиток від фонду Меллона (був дійсним у 2012—2015 роках). У 2012 він також отримав грант в 5 мільйонів доларів від приватного фонду John S and James L. Knight Foundation.
Музей розташований в одному з семи кампусів Флоридського міжнародного університету. Його основна будівля знаходиться за адресою: 1001, Washington Avenue. Miami Beach. FL 33139. Вихідний день — середа. Директор музею — Кеті Лефф (Cathy Leff).
На початку 2006 року Вулфсоніен відкрив свою філію в Італії, в лігурійському місті Нерві. Тут увагу зосереджено в першу чергу на італійському живописі, графіці, архітектурі та мистецтві дизайну.

## Додатки
- The Wolfsonian-FIU Website [Архівовано 16 травня 2008 у Wayback Machine.]
- The Wolfsonian-FIU Digital Image Catalog [Архівовано 1 травня 2022 у Wayback Machine.]